# Краус, Тамаш
Тамаш Краус (венг. Krausz Tamás, род. 24 февраля 1948) — венгерский историк (доктор исторических наук) и общественный деятель.
Один из инициаторов венгерской советологии, профессор Будапештского университета имени Лоранда Этвёша. Бывший идеолог Венгерской социалистической партии. Представитель критической марксистской мысли, отсылающей к Будапештской школе Дьёрдя Лукача, а также опыту рабочих советов в восстании 1956 года и противостоянию Левой оппозиции сталинистскому перерождению СССР. Редактор левонастроенного научно-аналитического журнала «Раздумья» (венг. Eszmélet). Организатор и активный участник движения за мир на Балканах в 1999 г.

## Научная биография
Имея большой интерес к русской культуре и истории поступил на филологический факультет Дебреценского университета имени Лайоша Кошута, который окончил в 1973 г. Во время стажировки в МГУ его, по доносу сына посла Чехословакии в Болгарии, грозили выдворить за хранение купленной в Париже книгой Троцкого. Кроме русского языка, овладел и английским. В 1976 г. защитил диссертацию «Большевизм и национальный вопрос».
Начал преподавательскую деятельность. Защитил кандидатскую диссертацию в 1981 г. и в 1982 г. стал старшим преподавателем на кафедре истории Восточной Европы в Будапештском университете им. Лоранда Этвёша. С 1988 по 2000 гг. — доцент там же. Начиная с 1991 г. проводит лекции в центрах русистики в Австралии (Мельбурн, Сидней, Канберра). В 1993 г. становится членом Российско-венгерской комиссии историков (ныне — её сопредседатель).
Получает звание доктора наук в 1994 г., защитив диссертацию по разрабатываемой им теме идейно-исторических предпосылок сталинизма и термидора. С 1996 по 1997 гг. работает в Москве. В 2000 г. становится профессором Центра русистики, а в 2002 — заведующий кафедрой Истории Восточной Европы.
Печатается во многих журналах, в том числе и на иностранных языках. Автор большого числа книг, переведенных на различные языки. Редактор научных сборников по проблемам истории Холокоста, сталинизма, приватизации в России, ельцинизма и других, издаваемых на английском, венгерском и русском языках. Положительно оценивал его работу историк Владлен Логинов.

## Политика
28 сентября 1988 года Тамаш Краус с несколькими единомышленниками объявил об образовании оппозиционной «Левой альтернативы», отрицавшей любые формы как буржуазного либерализма, так и сталинизма. В дальнейшем был главным идеологом «Левой платформы» («Левого объединения»), входившей в качестве одной из фракций в Венгерскую социалистическую партию. Саму ВСП он определял как «леволиберальную буржуазную политическую организацию», но продолжал в ней состоять, поскольку считал её единственным противовесом нарастающим в общественно-политической жизни националистическим и фашистским тенденциям, проявлявшимся в росте ксенофобии и подъёме ультраправой партии «Йоббик». Более того, Краус признавал, что с самого начала существования «Левой платформы» её члены ожидали, что их вскоре исключат из ВСП: «Если нас не отсекли, значит, мы совершили ошибки».
В 2007 г. Краус отправил руководству Соцпартии открытое письмо, в котором предупреждал об опасности сползания к правому центру взамен долгожданного «левого поворота» социалистов, предостерегая от повторения «польского синдрома»: экономического, социального и культурного упадка страны с последующим электоральным поражением левых исторического значения. После замены Ференца Дьюрчаня во главе правительства на Гордона Байнаи — прихода одного неолиберала вместо другого — 7 апреля 2009 г. Краус как основатель Народно-демократической платформы и «Левого объединения» обратился с воззванием «Good bye, MSZP» (через газету «Népszabadság»). Покинув ВСП, он призвал левых социалистов к формированию новой политической организации: «… у венгерских антифашистских и антисистемных левых отсутствует единая, совместная организация. Надеюсь, недалеко то время, когда к такой организации присоединятся все те, кто отказываются поддаваться реакционной утопии „капитализма с человеческим лицом“».
Являясь членом редколлегии журнала «Альтернативы», Тамаш Краус поддерживает тесные связи с российскими левыми:

«У меня есть среди левых в России немало друзей — от Тарасова и Бузгалина до интернационалистов с догорбачёвским партийным стажем. Только не надо путать: когда я говорю о вашей интернационалистской традиции, для меня она связана не с Зюгановым и его сподвижниками в КПРФ. В России действуют некоторые группы марксистов и неомарксистов, с которыми я поддерживаю постоянные контакты. Здесь я не чувствую себя маргиналом. Как ни странно, но в условиях российского дикого капитализма каким-то чудом уцелело левое, гуманистическое мышление. Хотел бы отметить, что в Венгрии такое мышление заявило о себе уже в начале 1980-х, если не говорить о его корнях, восходящих к Дьёрдю Лукачу. Но и в то время мы всё равно были маргиналами».

## Книги

### На русском языке
- В соавторстве с Ласло Белади. Сталин. — Издательство политической литературы, 1989. ISBN 5-250-01069-5
- «Советский термидор. Духовные предпосылки сталинского поворота (1917—1928)». Меценат, 1997. ISBN 963-7730-20-6
- «Краткий очерк истории России в XX веке». Мир и семья, 2001. ISBN 5-94365-002-4
- «Ленин. Социально-теоретическая реконструкция». Наука, 2011. ISBN 978-5-02-037559-8
- Судьба идей в истории СССР и после… / Под общей редакцией М. С. Петровой — М.: Аквилон, 2020. — 332 с. ISBN 978-5-906578-67-9

### На венгерском языке
- В соавторстве с Миклошем Мештерхази. Mű és történelem: Viták Lukács György műveiről a húszas években (MTA Lukács Archívum, 1985)
- A cártól a komisszárokig: Az 1917-es oroszországi forradalmak történetéből (Kossuth, 1987)
- В соавторстве с Ласло Белади. Életrajzok a bolsevizmus történetéből (ELTE ÁJK, 1987)
- Bolsevizmus és nemzeti kérdés: Adalékok a nemzeti kérdés bolsevik felfogásának történetéhez, 1917—1922 (Akadémiai, 1989)
- Megélt rendszerváltás: publicisztikai írások, 1989—1994 (Cégér Könyvkiadó Kft., 1994)
- Oroszországi alternatívák, 1917—1928 (Korona, 1995)
- Szovjet thermidor: a sztálini fordulat szellemi előzményei, 1917—1928 (Napvilág, 1996)
- Lenintől Putyinig: tanulmányok és cikkek, 1994—2003 (La Ventana, 2003)
- Antiszemitizmus — holokauszt — államszocializmus (Nemzeti Tankönyvkiadó, 2004)
- В соавторстве с Кларой Саркой. Az árral szemben: beszélgetések Krausz Tamással (L’Harmattan, 2006)
- Lenin — Társadalomelméleti rekonstrukció (Napvilág, 2008)

## Награды
- Офицерский крест ордена Заслуг (2005).
- Орден Дружбы (1 марта 2013 года, Россия) — за большой вклад в укрепление дружбы и сотрудничества с Российской Федерацией, развитие научных и культурных связей[6][7].